# Черняк Галина Михайлівна
Галина Михайлівна Черняк (нар. 15 листопада 1952, Харків,  УРСР — пом. 5 грудня 2017, Київ, Україна) — радянська, українська актриса, режисер телебачення. Член Національної спілки кінематографістів України.

## Життєпис
Народилася 15 листопада 1952 р. в Харкові в акторській родині. 
1974 року закінчила Харківський інститут мистецтв ім. І. Котляревського (майстерня О. Сердюка). 
Виступала в Орловській філармонії, у  Кіровоградському академічному театрі і Сумському театрі для дітей та юнацтва, в київському театрі «Бенефіс».
Режисер телешоу «Всюди буйно квітнуть „мерседеси“», «Золота Проня» та рекламних роликів; режисер ДТРК «Культура».
Режисер-постановник короткометражних і документальних фільмів, з яких значна кількість присвячена діячам української культури та мистецтва.
Померла 5 грудня 2017 року у Києві після важкої хвороби.

## Фільмографія
Грала у фільмах:
- «Очима сатани» (Інес),
- «Помилуй і прости» (1989, пані Міля),
- «Острів любові» (1995—1996, новела «Блуд», Капла; Перша премія за роль другого плану в Польщі),
- «Слідство» (працівник банку),
- «Приятель небіжчика» (1997, приймальниця фотоательє) та ін.

2-й режисер:
- «Царівна» (1993—1994, телесеріал)
- «Острів любові» (1995—1996, телесеріал, у співавт.)